# Knelkoppeling

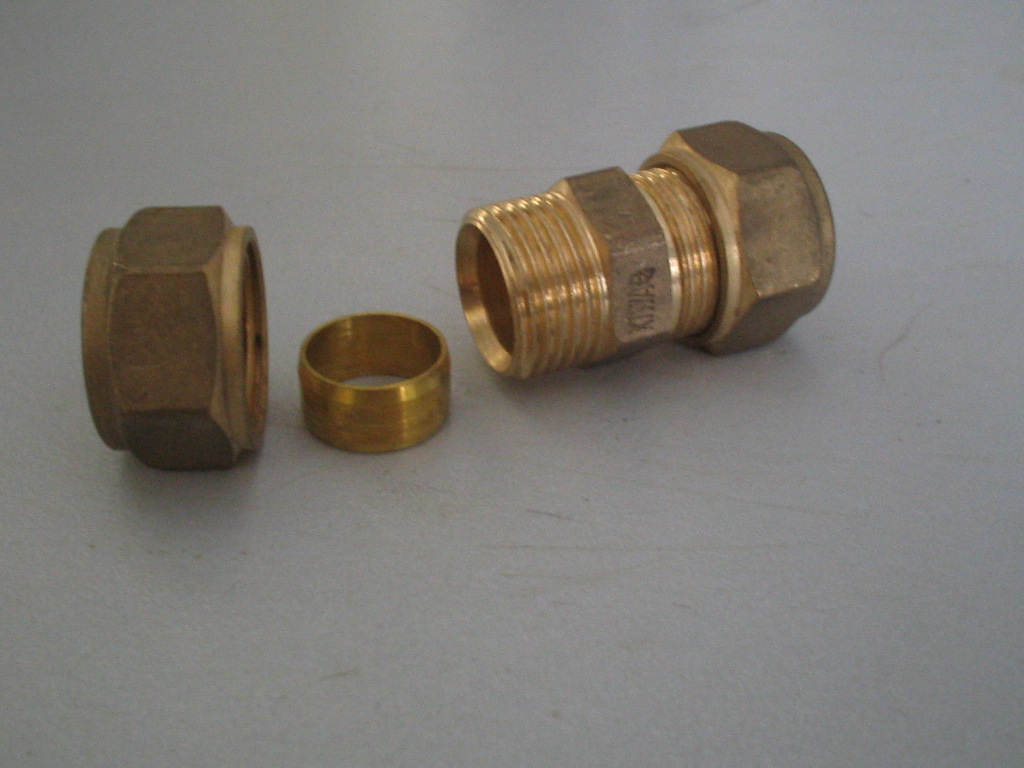
Knelkoppeling voor het verbinden van twee buizen

Een knelkoppeling, ook wel knelfitting genoemd, is een middel om leidingen voor gas-, water- en cv-installaties aan elkaar te koppelen zonder te lassen of te solderen.
Een knelkoppeling bestaat uit een messing koppelstuk en een aantal knelringen en moeren (zogenoemde wartelmoeren), die eveneens van messing zijn. Als eerste worden de wartelmoeren en daarna de knelringen om de uiteinden van de buizen geschoven. Vervolgens wordt de pijp in het koppelstuk geschoven. Dit koppelstuk is voorzien van buitenschroefdraad waarop de wartelmoeren passen. Door het aandraaien van de moer wordt de knelring, die tweezijdig is afgeschuind tot minimale wanddikte, vervormd en op de pijp geklemd. De gas- of waterafdichtende werking wordt verkregen doordat de knelring in de wand van de pijp snijdt, strak tussen de wartelmoer en het koppelstuk en zo voor een tweezijdige afdichting zorgt
Er bestaan T-stukken, hoek- en rechte knelkoppelingen en verloopstukken tussen de verschillende standaard pijpdiameters. Gangbare diameters zijn 10, 12, 15, 22, 28 en 35 mm, hoewel de laatste twee maten niet in elke bouwmarkt leverbaar zijn. Met een verloopstuk kan bijvoorbeeld een 10mm-buis aan een 12mm-buis worden verbonden.
Behalve knelfittingen die geheel van messing zijn, is er ook een uitvoering van verzinkt staal met zachte kunststof klemringen. Deze laatste worden onder meer toegepast bij dunwandige stalen cv-leidingen. Een knelkoppeling voor koperen pijp is altijd van messing, nooit van staal.
Een voordeel van knelkoppelingen is dat ze makkelijk losneembaar zijn, en dat er bij het aanbrengen geen vuur nodig is. Een nadeel is dat ze aanzienlijk meer kosten dan soldeerfittingen, bovendien mogen ze niet gebruikt worden voor leidingen die weggewerkt worden in een muur, of op andere plaatsen die later niet meer toegankelijk zijn.